# Joseph D. Sneed
Joseph D. Sneed (Durant, 23 settembre 1938 – Bedminster, 7 febbraio 2020) è stato un fisico e filosofo statunitense.
Nel 1971 ha pubblicato il libro The Logical Structure of Mathematical Physics.